# Matti Järviharju
Matti Järviharju, född 1944, är en finländsk politiker för Förändring 2011. Från 1988 var han vice ordförande i Konstitutionella högerpartiet, för att senare bilda Fosterländska folkförbundet. Senare har han även varit aktiv i Sannfinländarna.